# Kurt Sterneck

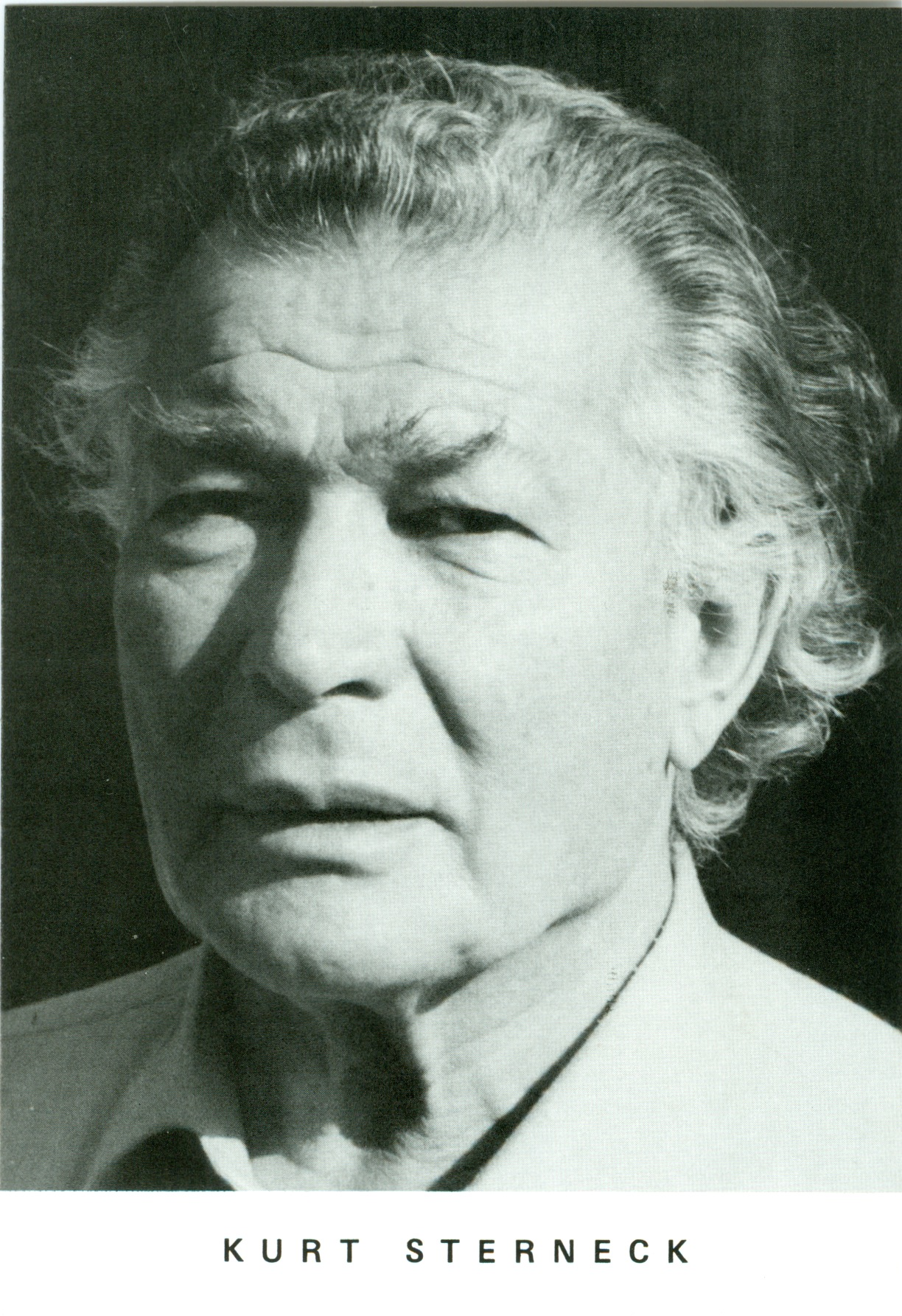

Kurt Julius Sterneck (geboren am 28. Juni 1919 in Graz; gestorben am 23. Januar 1998 in München) war ein österreichisch-deutscher Schauspieler, Hörspielsprecher und Hörspielregisseur.

## Leben
Kurt Sterneck wurde als Sohn des Opernsängers Berthold Sterneck (1887–1943) und dessen erster Ehefrau Ernestine Franziska Sterneck, geb. Schröder, geboren. Der jüdische Vater und die katholische Mutter waren kurz vor der Hochzeit im Jahr 1918 zum Protestantismus konvertiert. Da die Mutter schon im September 1919 starb, wuchs Kurt Sterneck zunächst bei Verwandten der Mutter in Graz auf. Der Vater heiratete 1922 erneut und nahm 1923 den Sohn zu sich nach München.
Nach Absolvieren eines Realgymnasiums (Abitur) 1937 in München war er zunächst als Praktikant zur Vorbereitung auf ein Ingenieurstudium tätig. 1938 trat Kurt Sterneck den Wehrdienst an und nahm später als Soldat am Zweiten Weltkrieg teil. Im Jahr 1943 begann er ein Studium der Ingenieurwissenschaften an der Technischen Universität München. 1944 wurde er wegen seiner jüdischen Herkunft verhaftet. Nach Aufenthalten im KZ Dachau und einem Zwangsarbeiterlager setzte Kurt Sterneck nach Kriegsende 1945 das unterbrochene Studium fort und schloss es erfolgreich ab. Neben dem ausgeübten Beruf als Ingenieur erhielt er ab 1949 Schauspielunterricht bei Anna Zeise-Ernst und Heinz Thiele.
Kurt Sterneck debütierte 1951 in München. Seit Herbst 1955 war er Ensemblemitglied an den Vereinigten Städtischen Bühnen Krefeld und Mönchengladbach. Es folgten Stationen an Theatern in Pforzheim, Augsburg, Innsbruck und Tübingen. Im Jahr 1967 erhielt er ein Engagement an das Schauspielhaus Graz. 1991 ist ein Auftritt in der Stuttgarter Komödie im Marquardt in dem Stück Trautes Heim – nie allein von Anthony Marriott und Bob Grant zu verzeichnen. In der Spielzeit 1993/1994 verkörperte er seine letzte Bühnerolle in Hermann Bahrs Das Konzert an der Komödie im Bayerischen Hof in München.
Kurt Sterneck wirkte in einigen Fernsehproduktionen mit. Darunter befand sich die bekannte Fernsehserie Fernfahrer des Süddeutschen Rundfunks (SDR) von Theo Mezger mit Rudolf Krieg und Pit Krüger. Er war auch in dem Fernsehfilm Zeitsperre ebenfalls unter der Regie von Theo Mezger mit Horst Niendorf, Hermann Lenschau und Alfons Höckmann und in Folgen der Fernsehserien Derrick und  Die Abenteuer des braven Soldaten Schwejk zu sehen. Er arbeitete zudem häufig als Hörspielsprecher und führte bei einigen Hörspielen die Regie. So wirkte er in Andreas Okopenkos Hörspiel Johanna mit.
Kurt Sterneck unterrichtete weiterhin an der Hochschule für Musik und darstellende Kunst und der Karl-Franzens-Universität in Graz.
Seine Grabstätte befindet sich auf dem Neuen Israelitischen Friedhof in München.

## Filmografie
- 1963: Fernfahrer (Fernsehserie) – Frachtbrief Nr. 1012
- 1965: Zeitsperre (Fernsehfilm)
- 1966: Zehn Prozent (Fernsehfilm)
- 1967: Blick von der Brücke (Fernsehfilm)
- 1972–1976: Die Abenteuer des braven Soldaten Schwejk (Fernsehserie) – 1 Folge
- 1984: Derrick (Fernsehserie) – Angriff aus dem Dunkel

## Hörspiele

### Sprecher
- 1961: Spiel auf der Tenne
- 1962: Die einzige Rechnung (Folge aus dem Mehrteiler „Terra Incognita'“)
- 1968: Fast eine Reportage
- 1969: Johanna
- 1963: Gesucht wird Jimmy Hardwick
- 1964: Das Fenster
- 1964: Der fahrende Schüler im Paradies
- 1964: Jobal und die vier Reiter
- 1965: Solo für Störtebeker
- 1967: Das gefleckte Band
- 1967: Der Mann mit den zwei Bärten
- 1967: Ein Leben
- 1968: Der Sonntag der braven Leute
- 1968: Geheimakt ADM 20 C auf der Kinderspielwiese (8 Folgen)
- 1968: Mord im Erholungsdorf (8 Folgen)
- 1968: Alles für Septimius Severus
- 1968: Die Stimme unter der Brücke
- 1968: Hier darf nur geflogen werden
- 1969: Der Große Rindfleisch-Vertrag
- 1969: Korsakow
- 1969: Die Partei der Anständigen
- 1969: Das Mädchen am Fenster
- 1969: Mauer
- 1969: Frau Kröner fährt Taxi
- 1970: Ausbruch
- 1970: Der Käfig
- 1970: Die Rückkehr des Cortez
- 1971: Auslandsgespräch
- 1971: Der Aufstand der Würmer
- 1971: Der Tod der Bessie Smith
- 1971: Die blaue Küste
- 1971: Goll Moll
- 1971: Ferngespräche
- 1971: Die heißen Tage der Gerti Zeiss
- 1972: Beschreibungen
- 1972: Miteinander, Füreinander
- 1972: Johanna oder Ein Familienzwist
- 1973: Das Lächeln der Apostel
- 1973: Der Mann, der seine persönliche Meinung verloren hat
- 1974: Eins, zwei, drei
- 1975: Der schwarze Tod
- 1975: Große Oper für Stanislaw den Schweiger
- 1977: Paß nach Drüben
- 1978: Ein Hund namens Hegel

### Regie
- 1972: Der Pfründner
- 1972: Der Mensch Adam Deigl und die Obrigkeit
- 1973: Menschenkuchen
- 1973: Der Verderber
- 1973: Die Schreibmaschinen
- 1973: Erdbeereis mit Schlagobers
- 1973: Lieferung frei Haus
- 1974: Sprechstunde bei Dr. Weiss
- 1975: Einfach Anna
- 1977: Hecht im Karpfenteich
- 1980: Männlicher gegen Maschine